# Yukihisa Fujita
Pour les articles homonymes, voir Fujita.
Yukihisa Fujita (藤田 幸久, Fujita Yukihisa) est un homme politique japonais, né en 1950, membre du parti démocrate, diplômé de l'université Keiō.

## Biographie

### Jeunesse et formation
Fujita est né le 19 avril 1950 à Hitachi, Ibaraki. Il est diplômé du collège de l'Université d'Ibaraki en 1966, et du lycée Mito Dai-ichi en 1969. Il a fréquenté le département de philosophie de la faculté des lettres de l'Université Keiō et a obtenu une licence en 1975.

### Engagement humanitaire
De 1975 à 1977, Fujita a participé au programme "Song of Asia" ("Chant de l'Asie"), spectacle musical présenté par des ambassadeurs de bonne volonté du Réarmement moral (aujourd'hui Initiatives et Changement), et il a de ce fait visité 14 pays avec 50 jeunes de 15 pays d'Asie et d'Océanie. Fujita est un membre fondateur de l'Association for Aid and Relief (Association pour l'aide et le secours), une ONG fondée en 1979, et en est ensuite devenu membre du conseil d'administration. En 1984, il est devenu membre du conseil d'administration de l'International MRA Association of Japan (aujourd'hui International IofC Association of Japan).

### Carrière politique
Candidat sous l'étiquette du parti d'opposition de centre gauche, le Parti démocrate du Japon, Fujita est élu à la chambre des représentants (chambre basse de la diète du Japon) pour la première fois en 1996, il perd son siège en 2000, le regagne en 2003 et le perd à nouveau en 2005. 
En 2007, à l'occasion de la retraite du sénateur Moto Kobayashi, représentant de la circonscription d'Ibaraki, Fujita se présente à la Chambre des conseillers et il est confortablement élu, bien que la circonscription d'Ibaraki ait traditionnellement été un bastion du Parti libéral démocrate (LDP). 
En 2009, il devient, au sein de la Chambre des conseillers, directeur général du département international, le directeur de la commission des affaires financières et le membre de la commission d'audit. En 2010, il est envoyé par le Parti démocrate pour faciliter les efforts d'aide après le tremblement de terre en Haïti. La même année, il est nommé président de la commission des affaires financières de la Chambre des conseillers. En 2011, il est nommé premier vice-ministre des finances. En 2012, il devient directeur du Comité des politiques nationales fondamentales et membre de la Cour d'Impeachment des juges. En 2013, il devient président de la commission des affaires financières, puis président de la commission des politiques nationales fondamentales. Directeur des affaires internationales du parti d'opposition (le Parti démocrate), il occupe actuellement, au sein du cabinet fantôme qui représente ce parti, les fonctions de vice-ministre de la défense, vice-ministre du  chargé de la question des enlèvements en Corée du Nord, directeur du comité spécial chargé de la question des enlèvements en Corée du Nord et des questions connexes. Il est directeur du comité spécial sur l'aide internationale et les questions connexes, membre de la commission des affaires étrangères et de la défense, de la commission du budget et du comité de la constitution. 
Fujita s'est fait connaître au sein du parlement japonais par son combat pour que le Japon affronte les questions difficiles, notamment celles concernant la reconnaissance et la réparation des erreurs du Japon impérial. Il a obtenu un aveu significatif, le premier de l'histoire, de la part de la société Aso Mining concernant l'utilisation de prisonniers de guerre comme travailleurs forcés. En outre, il a attiré l'attention du gouvernement sur l'établissement de directives claires concernant l'utilisation par le Japon de sa force d'autodéfense pour combattre la piraterie. Il a également soulevé des questions importantes sur la manière dont le gouvernement japonais aidait les familles des victimes japonaises des attentats du 11 septembre 2001. 
Le 11 janvier 2008, Fujita a fait une présentation de 30 minutes devant les commissions de la défense et des affaires étrangères, intervention retransmise en direct à la télévision sur NHK. Cette intervention a eu lieu alors que les commissions évoquaient le rôle du Japon dans la guerre en Afghanistan. Fujita a interpelé les ministres, les députés ainsi que le premier ministre sur leur soutien à la « guerre contre le terrorisme » et sur l'invasion de l'Afghanistan et de l'Irak par les Américains, formulant de nombreux doutes concernant les attentats du 11 septembre 2001.
Durant son intervention, Fujita a présenté des photos montrant les dommages sur le Pentagone pour illustrer l'hypothèse selon laquelle il est impossible selon lui qu'un boeing 757 ait pu le percuter. Il a demandé au premier ministre de l'époque Yasuo Fukuda, au ministre des finances et au ministre des affaires étrangères d'enquêter sérieusement en faisant une investigation approfondie sur les Japonais morts dans les attentats du 11 septembre 2001 et d'arrêter de s'aligner sur les déclarations des autorités américaines.